# Myrmeleon (Myrmeleon) pictifrons
Myrmeleon (Myrmeleon) pictifrons is een insect uit de familie van de mierenleeuwen (Myrmeleontidae), die tot de orde netvleugeligen (Neuroptera) behoort. 
Myrmeleon (Myrmeleon) pictifrons is voor het eerst wetenschappelijk beschreven door Gerstäcker in 1885.